# Igor Yanovskiy
Igor Sergeyevich Yanovskiy - em russo, Игорь Сергеевич Яновский (Ordzhonikidze, 3 de agosto de 1974) é um ex-futebolista russo que atuava como meio-campista, volante ou zagueiro.

## Carreira
Revelado pelo Spartak Ordzhonikidze, Yanovskiy jogou por Avtodor Vladikavkaz, CSKA Moscou e Alania Vladikavkaz em seu país, além de ter jogado na França, vestindo as camisas do Paris Saint-Germain e do Châteauroux, onde encerrou a carreira em 2006, uma semana antes de completar 32 anos.

## Seleção Russa
Pela Seleção Russa, Yanovskiy estreou em maio de 1996, num amistoso contra os  Emirados Árabes. Fez parte do elenco que disputou a Eurocopa, vestindo a camisa 18. Atuou contra a República Checa (como titular), ficou no banco de reservas na partida com a Alemanha e foi usado como substituto contra a Itália (entrou no lugar de Yevgeniy Bushmanov aos 46 minutos), não evitando a eliminação do time na primeira fase. 
Ele também chegou a disputar a repescagem europeia para a Copa de 1998, mas não tinha condições totais para o jogo e viajou para a Itália com uma lesão na virilha, tendo apenas participado de uma sessão completa de treinos. Yanovskiy, que também jogou as eliminatórias para as Eurocopas de 2000 (a Rússia não conseguiu classificação) e 2004 (não foi convocado), entrou em campo pela última vez com a camisa da Rússia em junho de 2003, contra a Suíça, tendo marcado seu único gol pela seleção em outubro de 1998, contra a França.

## Vida pessoal
Seu pai, Aleksandr Yanovskiy, foi goleiro e teve passagens por Spartak Ordzhonikidze, SKA Rostov-on-Don,  Lokomotiv Moscou, Sokhibkor Khalkabad e Pakhtakor entre 1971 e 1990. Formou-se em Direito em 2000, quando defendia o Paris Saint-Germain, e investiu seus recursos em títulos e valores imobiliários. É fluente em espanhol e francês.

## Títulos
Spartak-Alania Vladikavkaz
- Campeonato Russo: 1995

CSKA Moscou
- Campeonato Russo: 2003
- Copa da Rússia: 2002